# Iso-Vinnari
Iso-Vinnari är en ö i Finland. Den ligger i Bottenhavet och i kommunen Euraåminne (tidigare Luvia) i landskapet Satakunta, i den sydvästra delen av landet. Ön ligger omkring 24 kilometer väster om Björneborg och omkring 240 kilometer nordväst om Helsingfors.
Öns area är 4,9 hektar och dess största längd är 390 meter i sydöst-nordvästlig riktning.